# 性味
性味（又称四气五味），是传统的中药分类方法之一。大多数食物材料因此也为中医认为是药材而也有性味的分类。
药物根据作用于人体的结果，可分为寒、热、温、凉四种药性（四气）。寒凉性药一般有清热泻火解毒类作用，用来治疗热性病症。温热性药则一般有温中助阳、散寒作用，用来治疗寒性病症。另外还有一种性质平和，作用缓慢的药物，称为平性。
药物又可分为辛、甘、酸、苦、鹹五味：
- 辛：一般味道辛辣（如薑）或辛凉（如薄荷、冰片），用来发汗、解气。
- 甘：一般味道甘甜（如甘草、小麦），有缓和、滋补作用，也被用来调和药性。
- 酸：有收敛作用，被用来止汗、止泻。如乌梅、五倍子。
- 苦，有泻火、清热、燥湿、通泄作用。如大黄、苍术。
- 鹹：有泻下通便、散软化坚作用。如芒硝。

另外还有一种淡味，有渗利水湿，通利小便的作用，例如茯苓、通草。
药味最早是由口尝滋味而来，但实际上后来是从药物效用确定的。所以一些药的药性与口尝不符合，例如赤石脂味酸，牡蛎味鹹，麻黄味辛等。

## 外部連結
- 性味 （页面存档备份，存于） A+醫學百科

### 四气
- 性味:  寒 （页面存档备份，存于） 中藥材圖像數據庫  (香港浸會大學中醫藥學院) （中文）（英文）
- 性味:  微寒 （页面存档备份，存于） 中藥材圖像數據庫  (香港浸會大學中醫藥學院) （中文）（英文）
- 性味:  大寒 （页面存档备份，存于） 中藥材圖像數據庫  (香港浸會大學中醫藥學院) （中文）（英文）
- 性味:  熱 （页面存档备份，存于） 中藥材圖像數據庫  (香港浸會大學中醫藥學院) （中文）（英文）
- 性味:  大熱 （页面存档备份，存于） 中藥材圖像數據庫  (香港浸會大學中醫藥學院) （中文）（英文）
- 性味:  溫 （页面存档备份，存于） 中藥材圖像數據庫  (香港浸會大學中醫藥學院) （中文）（英文）
- 性味:  微溫 （页面存档备份，存于） 中藥材圖像數據庫  (香港浸會大學中醫藥學院) （中文）（英文）
- 性味:  涼 （页面存档备份，存于） 中藥材圖像數據庫  (香港浸會大學中醫藥學院) （中文）（英文）
- 性味:  平 （页面存档备份，存于） 中藥材圖像數據庫  (香港浸會大學中醫藥學院) （中文）（英文）

### 五味
- 性味:  酸 （页面存档备份，存于） 中藥材圖像數據庫  (香港浸會大學中醫藥學院) （中文）（英文）
- 性味:  微酸 （页面存档备份，存于） 中藥材圖像數據庫  (香港浸會大學中醫藥學院) （中文）（英文）
- 性味:  甘 （页面存档备份，存于） 中藥材圖像數據庫  (香港浸會大學中醫藥學院) （中文）（英文）
- 性味:  微甘 （页面存档备份，存于） 中藥材圖像數據庫  (香港浸會大學中醫藥學院) （中文）（英文）
- 性味:  鹹 （页面存档备份，存于） 中藥材圖像數據庫  (香港浸會大學中醫藥學院) （中文）（英文）
- 性味:  苦 （页面存档备份，存于） 中藥材圖像數據庫  (香港浸會大學中醫藥學院) （中文）（英文）
- 性味:  微苦 （页面存档备份，存于） 中藥材圖像數據庫  (香港浸會大學中醫藥學院) （中文）（英文）
- 性味:  辛 （页面存档备份，存于） 中藥材圖像數據庫  (香港浸會大學中醫藥學院) （中文）（英文）
- 性味:  微辛 （页面存档备份，存于） 中藥材圖像數據庫  (香港浸會大學中醫藥學院) （中文）（英文）
- 性味:  淡 （页面存档备份，存于） 中藥材圖像數據庫  (香港浸會大學中醫藥學院) （中文）（英文）
- 性味:  澀 （页面存档备份，存于） 中藥材圖像數據庫  (香港浸會大學中醫藥學院) （中文）（英文）

### 中醫學資料庫
- 藥用植物圖像數據庫 Medicinal Plant Images Database （页面存档备份，存于） 香港浸會大學中醫藥學院 (中文, 英文)
- 中藥標本數據庫 Chinese Medicine Specimen Database （页面存档备份，存于） 香港浸會大學中醫藥學院 (中文, 英文)
- 中草藥化學圖像數據庫 Phytochemical Image Database （页面存档备份，存于） 香港浸會大學中醫藥學院 (中文, 英文)
- 中藥材圖像數據庫 Chinese Medicinal Material Images Database （页面存档备份，存于） 香港浸會大學中醫藥學院（中文）（英文）
- 中藥方劑圖像數據庫 Chinese Medicine Formulae Images Database （页面存档备份，存于） 香港浸會大學中醫藥學院 (中文, 英文)
- 中醫藥趣味練習 Chinese Medicine Game-based Exercise （页面存档备份，存于） 香港浸會大學中醫藥學院（中文）（英文）